# کرونهایم
کرونهایم (به آلمانی: Cronheim) یک منطقهٔ مسکونی در آلمان است که در گونتسن‌هاوزن واقع شده‌است. کرونهایم ۵۲۶ نفر جمعیت دارد.